# Aromatisierung (Chemie)
Aromatisierung bezeichnet die Reaktion einer ungesättigten cyclischen chemischen Verbindung zu einer aromatischen Verbindung. Da hierbei die Oxidationsstufe der zuvor ungesättigten Ringatome ansteigt, handelt es sich um eine Oxidation. Die Aromatisierung ist in der Regel energetisch günstig, da ein energiearmes mesomeriestabilisiertes aromatisches System entsteht.
Aromatisierungen sind oftmals die letzten Reaktionsschritte in der Synthese von Heteroaromaten, beispielsweise bei gängigen Pyridin-, Chinolin-, Isochinolin- oder Indolsynthesen.

Aromatisierung von Dehydrochinolin zu Chinolin durch Oxidation mit Nitrobenzol

Bei elektrophilen aromatischen Substitutionen treten Aromatisierungen durch Abspaltung eines Protons als letzter Reaktionsschritt auf. Da in diesem Fall bereits ein Aromat als Edukt vorlag (1) und das aromatische System nur intermediär aufgebrochen wird (2b), spricht man in diesem Fall von einer Rearomatisierung.

Mechanismus der elektrophilen aromatischen Substitution. Der intermediäre nicht aromatische σ-Komplex (2b) wird durch Abspaltung eines Protons rearomatisiert.